# Varanus cumingi
Il varano d'acqua testagialla (Varanus cumingi), comunemente noto anche come varano d'acqua delle Filippine, varano d'acqua di Mindanao o varano d'acqua di Cuming, è una grande specie di varano appartenente alla famiglia Varanidae. Originariamente, la specie Varanus cumingi era classificata come una sottospecie del varano d'acqua asiatico (Varanus salvator), ma oggi è riconosciuto come una specie a sé stante. Si nutre di uccelli, pesci, mammiferi e carogne. La specie prospera nelle foreste di mangrovie, foreste pluviali e lungo grandi bacini idrici.
Il nome specifico, cumingi, rende omaggio al concologo e botanico inglese Hugh Cuming.

## Descrizione
La specie è molto simile per aspetto e dimensioni al varano d'acqua asiatico (Varanus salvator), ma se ne distingue per il più alto grado di colorazione gialla tra tutti i varani d'acqua endemici nelle Filippine, probabilmente anche nel mondo.

## Distribuzione e habitat
Questa specie è endemica delle Filippine meridionali, dove può essere trovato a Mindanao e in alcune piccole isole vicine. Predilige le foreste di mangrovie, le foreste primarie e secondarie e anche i terreni coltivati, come le risaie.

## Dieta
La dieta del varano d'acqua testagialla è composta da roditori, uccelli, pesci, crostacei, molluschi e altri invertebrati, comprese uova e carogne.

## Sottospecie
In precedenza erano riconosciute due sottospecie: V. c. cumingi che si trova a Mindanao e nelle isole vicine, e V. c. samarensis sulle isole di Bohol, Leyte e Samar. Tuttavia, da allora quest'ultima è stata elevato allo status di specie a sé stante come Varanus samarensis.

Esemplare in cattività, alla Living Rainforest, Inghilterra
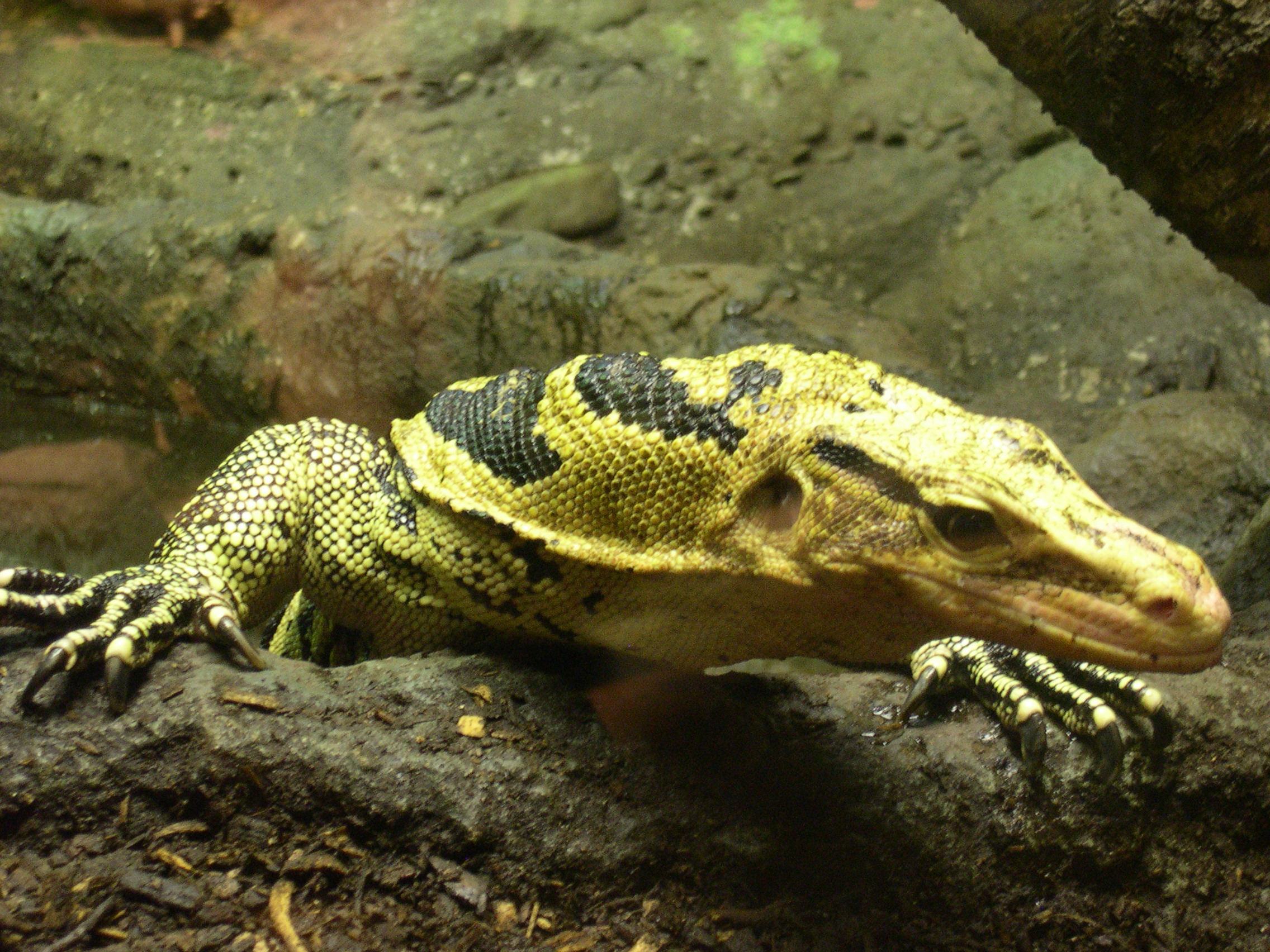
Esemplare dalla testa gialla
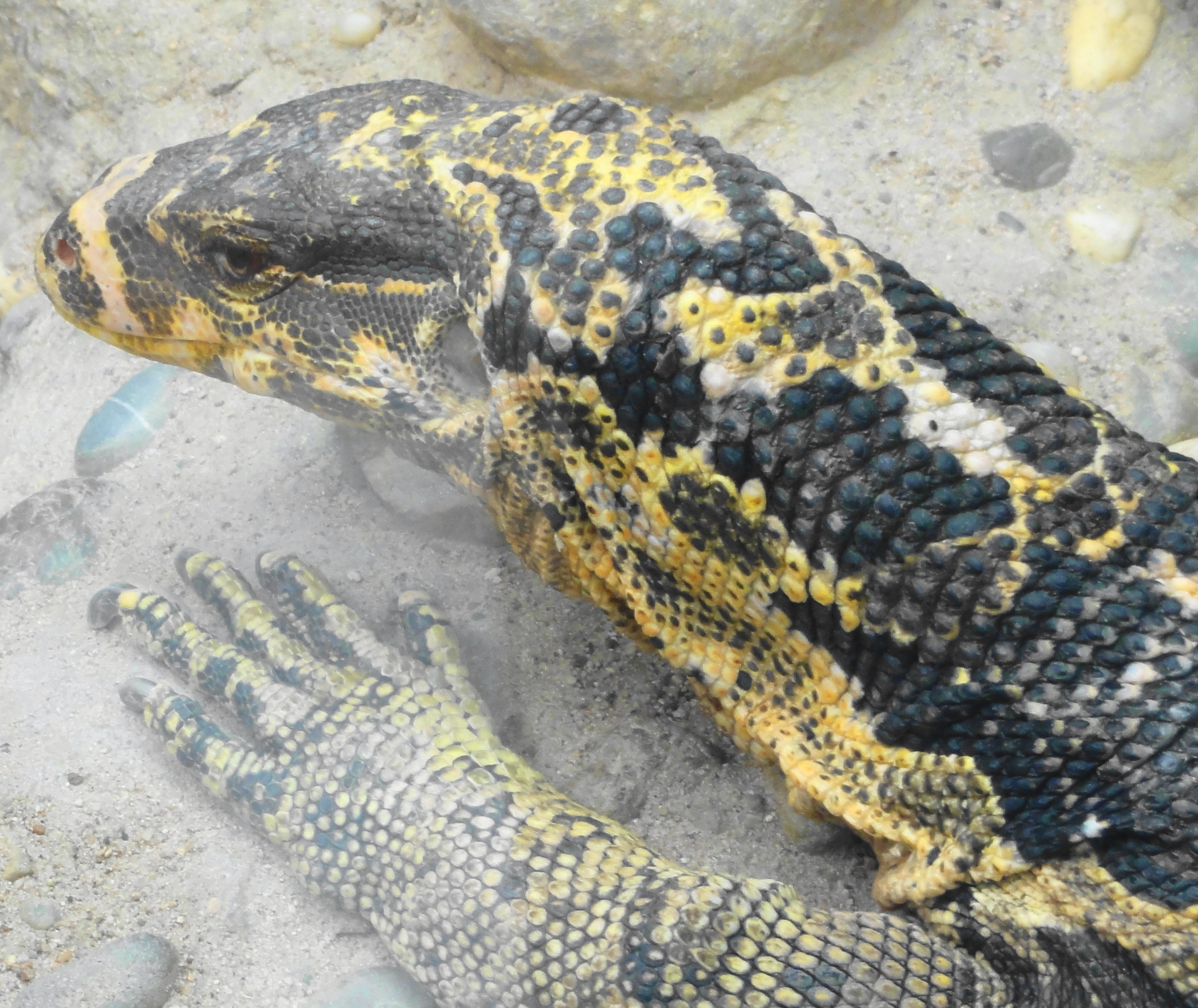
Esemplare più scuro, allo zoo di Francoforte